# 亚历山大灯塔
亚历山大灯塔（阿拉伯语：‎），别称大灯塔，位于埃及的亞歷山卓对面的法罗斯岛上，因此也叫做法罗斯岛灯塔，是古代世界七大奇迹之一。大约在前283年由小亚细亚的建筑师索斯特拉特设计，在托勒密王朝时建造。由於歷史的模糊記載，預估高度在115—140米之間（377—492英尺）。它在倒塌之前可能是仅次于胡夫金字塔和卡弗拉金字塔的第三高建筑物。14世纪，灯塔毁于地震，其原址则重建为盖特贝城堡。

## 历史
灯塔坐落于一個位于亚历山大港外的小岛上，小岛通过一人造的防洪堤与大陆相连。由于埃及的海岸很平坦，缺少用于航海的地标，因此一个位于港口的标志就显得非常重要，而这就是灯塔在设计之初所具有的功能。灯塔顶部有一面巨大的镜子和常年不灭的火焰，它被认为能够追溯至公元1世纪的罗马时期。在那之前，灯塔仅仅只是一个地标或者昼标。

### 建造和毁灭

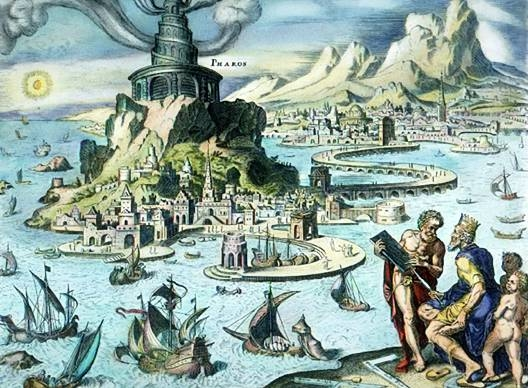
16世纪绘制的灯塔想象图

托勒密一世是埃及的首位马其顿统治者，亚历山大大帝的将军。托勒密一世在亚历山大大帝32岁时意外身亡后，于公元前305年称王，并很快宣布了灯塔的建造计划。灯塔在他的儿子托勒密二世执政时期建成，大概于公元前3世纪建造完成。
由建築師索斯塔特（Sostrate）負責設計建造燈塔，三層樓的塔高約130公尺，強光足以照亮方圓55公里的海面。
古代人要求灯塔的灯光要能从35英里外就能看见。一个未经证实的传说提到灯塔的光能在敌人的船未到达港口之前将它们烧着。
灯塔是一座以浅色大石块建成的砖石建筑，灯塔由以下三部分组成：底层是一个有混凝土核心的正方形地基，中部是八角形的塔身，顶层为圆柱形的灯火楼。在它的最高点有一面巨大的镜子，它能用来在白天反射太阳光；在晚上，灯火楼裡会生火。现存的一块由亚历山大鑄币厂生产的罗马硬币显示了在灯塔的四角都建有崔萊頓的塑像。在罗马时期，灯塔的顶部建有海神波塞頓的塑像。
根据传说，托勒密禁止索斯特拉特将他的名字刻在他的作品上。尽管如此，建筑师还是将以下的铭文留在灯塔的基座上：
“Sostratus，Dexiphanes之子，Cnidian，代表在海上航行的人们将此献给神Saviour”；希腊文的原稿是 这些铭文藏于一个石膏涂层的下方，在它的上方是一段赞扬灯塔的建立者托勒密的铭文。许多世纪之后，石膏被腐蚀掉，露出了索斯特拉特的名字。

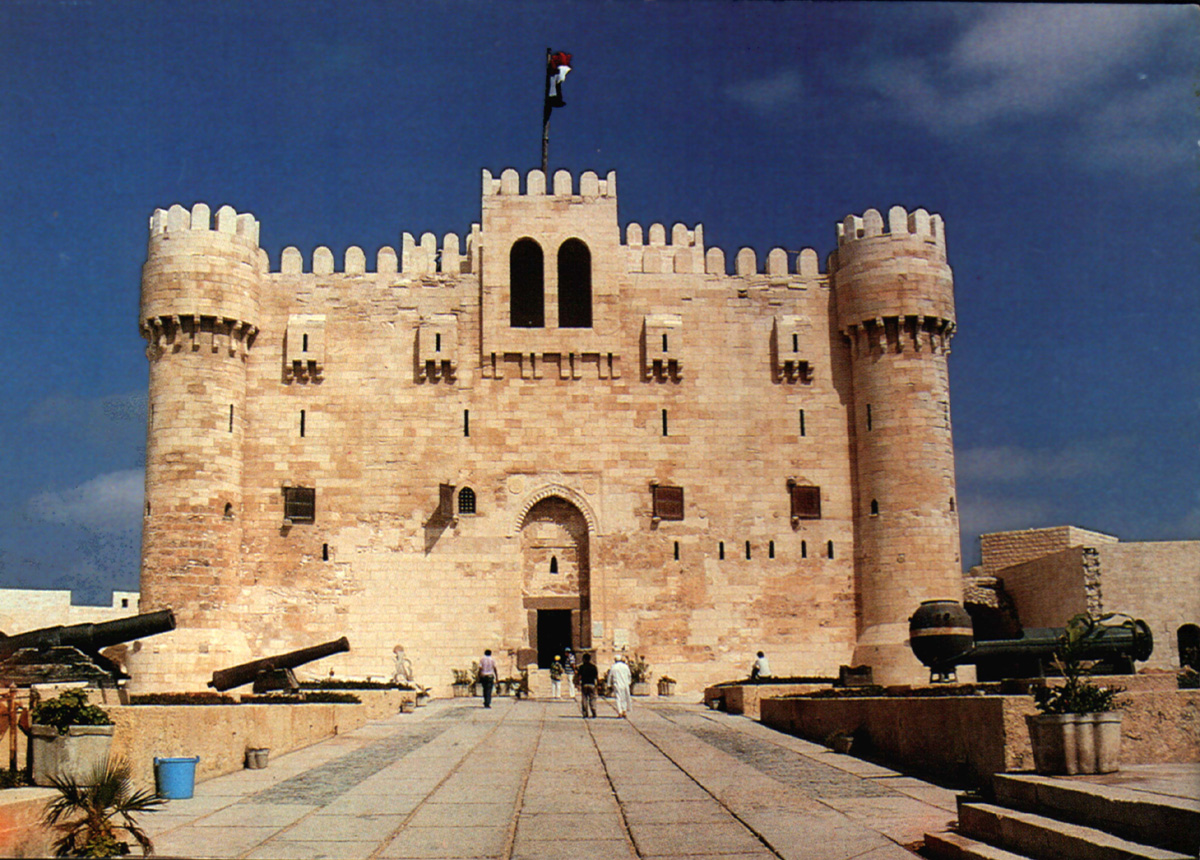
盖特贝城堡于15世纪建造在灯塔的遗址上，它使用了灯塔的一部分石料。

在956年，1303年和1323年的地震中，灯塔受到了极大的损害，阿拉伯旅行者Abou Haggag Youssef Ibn Mohammed el-Andaloussi于1166年参观这个建筑物后记载道：
|  | 灯塔建造在岛屿的末端，成正方形，每边大概长8.5米，灯塔的西面和北面被大海所环绕。底座的尺寸，从顶端到底端大概高6.5米。然而，在面临大海的朝向，由于建造和倾向于一座陡崖的关系，那部分的底座比较大。平台的高度随着灯塔的墙不断地变窄而增加，直到达到它的最大值。 与灯塔的其他地方比起来，在这一边它被建造的很牢固，石材和基座的形状被设计的得很精美。我在此写道的灯塔的那一部分是近年来新建造的，因为原来建造的部分需要替换。 在朝海的南边，有一段我看不懂的古老的铭文；它不是灯塔本身的铭文，因为它被刻在一块坚硬的黑色石头上。海浪和海风将背景石头不断地侵蚀，铭文变得越来越清晰。字母A的尺寸稍微大于54厘米。字母M的顶部特别明显，就像铜锅炉上的巨大的洞，其他的字母的大小差不多都一样。灯塔的入口位于一个很高的地方。有一段高约183米的斜坡通向入口。斜坡由一系列弯曲的拱门支撑；我的一个同伴来到了下面的一个拱门处，他伸直了他的手臂，但还是不能触到拱门的两边。总共有16个这样的拱门，它们一个比一个高直到灯塔的入口，最后一个拱门特别高。 |

el-Andaloussi对规模的描述与Thiersch的画作或建造图纸并不吻合，因为根据这些画作和图纸上所绘的周围的灯塔周围的其他物体的比例，灯塔至少佔地80x80英尺。
1303年和1323年的两场地震摧毁了灯塔。1480年，埃及国王马木鲁克苏丹为了抵抗外来侵略，使用灯塔遗留下来的石料在遗址上建造了盖特贝城堡。

### 近年来考古学上的研究
1994年，一些潜水员在亚历山大东部港口的海床上发现了灯塔的一些遗址。通过卫星照片，更多的遗址随后显现了出来。
Nova其中有一期节目讲到了亚历山大灯塔。 通过潜水，人们能够看到灯塔的遗址。

### 意义

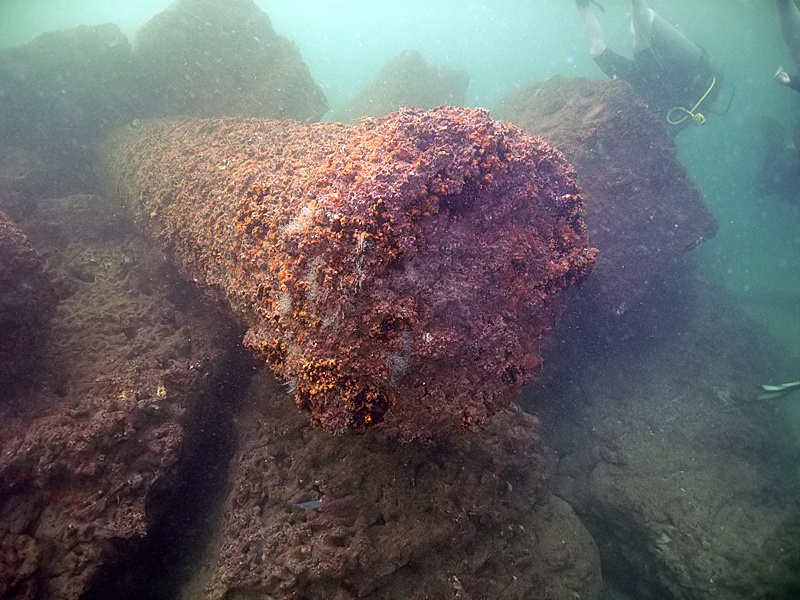
位于地中海海底的灯塔残骸

亚历山大灯塔（Pharos）成了许多语言中“灯塔”一词的语源，例如希腊语（φάρος）、保加利亚语（фар）和许多其他的罗曼语，例如法语（phare）
意大利语（faro）、葡萄牙语（farol）、西班牙语（faro）、罗马尼亚语和加泰罗尼亚语（far）。
许多埃及的早期伊斯兰教清真寺的尖塔都模仿了亚历山大灯塔的三层式设计，这足以显示灯塔在建筑学上的广泛影响。

## 流行文化
- 在1963年二十世纪福克斯出品的史诗电影《埃及艳后》中，亚历山大灯塔出现在尤利乌斯·凯撒到达亚历山大时的场景里。
- 在2017年育碧公司发行的动作游戏《刺客信条：起源》中，玩家可对亚历山大灯塔进行造访、攀爬。
- 在2021年由漫威影业开发制作的电视剧集《洛基（第一季）》第五集中，亚历山大灯塔出现在“虚空之地”里。

## 外部連結
- 亚历山大灯塔